# Tumba de Jancu
La Tumba de Jancu es un sitio arqueológico de la cultura recuay (200 d. C - 600 d. C) y fue construida hacia el 400 d. C. Se ubica en el distrito de Huaraz en la provincia homónima en Áncash, Perú.
Se trata de una tumba de cámara subterránea que fue descubierta en el año 1969 por Javier Cotillo Caballero en el pueblo de Jancu, al este del distrito, cuando los habitantes del lugar intentaban desplazar las piedras de un peñón con el fin del construir un centro de alfabetización. Anteriormente habían sido ya parcialmente saqueadas. Las piezas de orfebrería y cerámica que descubrió Cotillo fueron luego trasladadas al Museo Arqueológico de Áncash "Augusto Soriano Infante" en Huaraz.

## Descripción
La tumba consiste en una cámara subterránea con un atrio principal (o antecámara) de 23 m2 rodeado por 11 cubículos. En los cubículos se encontraron ofrendas cerámicas y cuerpos.